# Estádio Bautista Gargantini
O Estádio Bautista Gargantini é um estádio multiuso localizado no Parque General San Martín, na zona oeste de Mendoza, cidade e capital da província de mesmo nome, na Argentina. Também é conhecido como La Catedral del Parque.
A praça esportiva, usada principalmente para o futebol, pertencente ao Independiente Rivadavia, foi inaugurada em 5 de abril de 1925 e tem capacidade para cerca de 24 mil espectadores.

## Informações gerais
| Nome oficial     | Bautista Gargantini                                  |
| Apelido          | La Catedral del Parque                               |
| Nomes anteriores | —                                                    |
| Endereço         | Av. Boulogne Sur Mer 688 — Parque General San Martín |
| Localidade       | Mendoza                                              |
| Província        | Mendoza                                              |
| Inauguração      | 5 de abril de 1925                                   |
| Capacidade       | 24 000 espectadores                                  |
| Proprietário     | Independiente Rivadavia                              |

## História

### Inauguração
A inauguração do estádio aconteceu em 5 de abril de 1925 com um amistoso entre o Independiente Rivadavia e o Peñarol de Montevidéu (vitória por 2–0 para o clube uruguaio).

### Origem do nome
O estádio leva o nome oficial de "Bautista Gargantini", em homenagem a um dos fundadores e presidente por cinco vezes do Independiente Rivadavia. Foi por iniciativa de Bautista Gargantini que em 1919 se concretizou a fusão do Club Atlético Independiente com o Club Sportivo Rivadavia, dando origem ao Club Sportivo Independiente Rivadavia. Foi também um dos impulsionadores da construção do estádio que leva o seu nome.
O Estádio Bautista Gargantini também é conhecido como La Catedral por conta de sua fisionomia.
No rugby union, o estádio foi o anfitrião de todas as partidas disputadas pela Argentina no Campeonato Sul-Americano de Rugby de 2002.